# Hypo-Haus
El Hypo-Haus es un alto edificio de oficinas que forma la sede del banco HypoVereinsbank en Múnich.

## El Edificio
El edificio se levanta en la esquina de la calle Richard-Strauss-Straße con la calle Denninger, justo en el anillo central de Arabella en el distrito de Bogenhausen, donde se localiza la estación del metro de Múnich Richard-Strauss-Straße, por la que circula la línea 4. El edificio consta de 114 metros de altura y fue diseñado por el estudio de arquitectos Walther und Bea Betz. Los cálculos estructurales se basan en la compleja y peculiar arquitectura que tiene la estructura y el informe incluye cerca de 100.000 páginas. El cliente fue Hypo-Bank Verwaltungszentrum GmbH & Co. KG y el contratista general Held & Francke Bauaktiengesellschaft.

## Historia

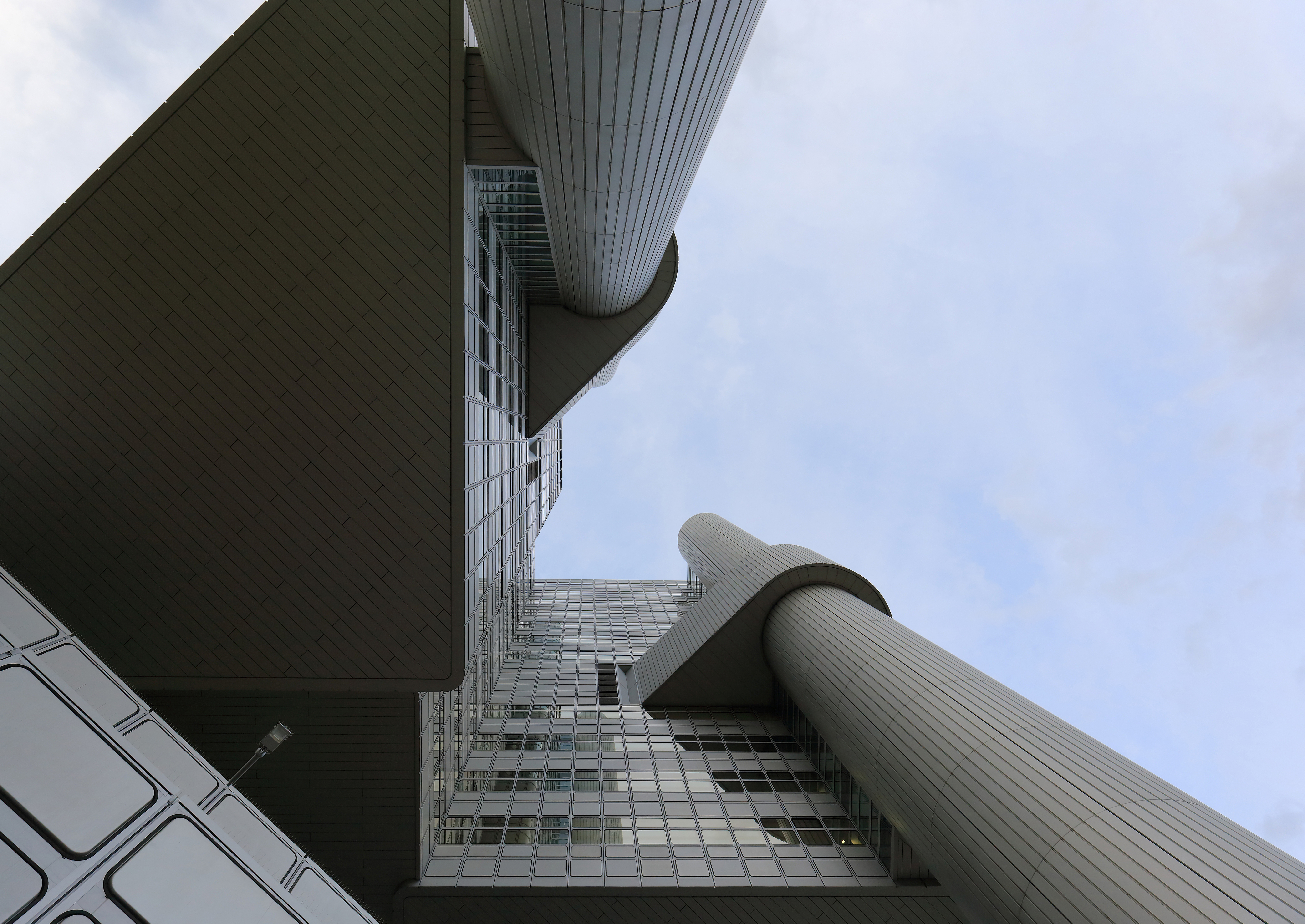
Vista desde la base del edificio

Ya en 1960 comenzaron las primeras ideas del proyecto distribuidas por doce lugares diferentes para hacer la sede del HypoVereinsbank en un solo lugar de concentración. En 1970, ya existían los planes concretos para construir el edificio en el parque Arabella. La construcción comenzó en septiembre de 1974 con la excavación, los edificios de baja altura y las columnas de la construcción de la torre comenzaron en abril de 1975 y en noviembre de 1978 las nuevas instalaciones fueron ocupadas
La torre fue finalizada en 1981 y el 16 de noviembre de 1981 se inauguró oficialmente. Hoy en día es parte del centro administrativo de HypoVereinsbank en el parque Arabella. El conjunto también incluía los planos y más tarde construcción de casa con hipotecas al oeste del recinto.
Hasta la finalización de la Uptown München y de las Highlight Towers de Múnich en 2004 fue el edificio más alto de la capital bávara con 27 plantas.

## Futuro
En marzo de 2011 el HypoVereinsbank anunció que el Hypo-Haus en los próximos años (sobre de 2015) sufriría una remodelación del complejo, convirtiéndolo en un "edificio verde". Las obras se espera que comiencen en 2013. Después de la finalización del proyecto de remodelación, el edificio también será la sede corporativa y de la junta del banco.